# 30128 Shannonbunch
30128 Shannonbunch è un asteroide della fascia principale. Scoperto nel 2000, presenta un'orbita caratterizzata da un semiasse maggiore pari a 2,4469719 UA e da un'eccentricità di 0,1369097, inclinata di 5,38486° rispetto all'eclittica.